# Зоркальцевское сельское поселение
Зо́ркальцевское се́льское поселе́ние — муниципальное образование (сельское поселение) в Томском районе Томской области, Россия. Включает в свой состав 13 населённых пунктов. Центр — село Зоркальцево. Население — 5811 чел. (по данным 2012 года).

## История
По данным на 1 января 1961 года в состав поселения входило 14 деревень. В 1976—1981 годах часть деревень выделялась в Поросинский сельсовет. В 1991 году, согласно Указу Президента РСФСР, исполнительные комитеты всех уровней были ликвидированы. Их полномочия перешли к сельским администрациям. 14 апреля 1997 года был образован Зоркальцевский сельский округ. В его состав были включены две сельские администрации — собственно Зоркальцевская и Нелюбинская. В 2004 году, согласно Закону Томской области, было образовано Зоркальцевское сельское поселение. В следующем году из состава поселения были выделены деревня Эушта (вошла в состав муниципального образования Город Томск) и деревня Губино (вошла в Моряковское сельское поселение).

## Население
| 2002  | 2008  | 2009  | 2010  | 2011  | 2012  | 2013  | 2014  | 2015  |
| ----- | ----- | ----- | ----- | ----- | ----- | ----- | ----- | ----- |
| 6110  | ↘5514 | ↗5585 | ↗5629 | ↗5645 | ↗5675 | ↗5709 | ↗5872 | ↗5875 |
| 2016  | 2017  | 2018  | 2019  | 2020  | 2021  |       |       |       |
| ↗5997 | ↗6067 | ↗6140 | ↗6217 | ↗6365 | ↘6080 |       |       |       |

## Населённые пункты и власть
| Населённый пункт      | Население (01.01.2015) |
| --------------------- | ---------------------- |
| с. Зоркальцево        | ↗1572                  |
| д. Нелюбино           | ↘1254                  |
| д. Поросино           | ↘949                   |
| д. Петрово            | ↗594                   |
| д. Борики             | ↘315                   |
| д. Берёзкино          | ↗446                   |
| д. Кудринский Участок | ↘299                   |
| пос. 86 квартал       | ↘64                    |
| д. Петровский Участок | ↗142                   |
| д. Коломино           | ↘42                    |
| пос. Кайдаловка       | ↗399                   |
| д. Быково             | ↘4                     |
| д. Попадейкино        | ↘0                     |

Глава сельского поселения и председатель Совета — Лобыня Виктор Николаевич.